# 貢敏
貢敏（1931年—2016年6月14日），原名貢宗耀，筆名金聖不嘆，生於南京市，台灣劇作家、導演，國立國光劇團首任藝術總監。政工幹校（現在的政治作戰學校）影劇科畢業。有話劇、電視、電影、戲曲編劇、導演作品多部。1970年獲頒第11屆中國文藝獎章話劇編劇獎。1977年以電影《風雨生信心》劇本，與趙琦彬共同獲頒國家文藝獎戲劇類。
1995年國立國光劇團成團，他應邀出任藝術總監，推動創作演出台灣題材的新編京劇，就是合稱《京劇臺灣三部曲》的《媽祖》、《鄭成功與臺灣》、《廖添丁》。
曾擔任金馬獎第35屆評審

## 代表作
- 包青天 (1974年電視劇)
- 寒流 (影集)
- 新白娘子傳奇

## 導演作品
- 1962 《神射槍手》（紀錄片）
- 1964 《崗山演習》（紀錄片）
- 1965 《領袖萬歲》（紀錄片）
- 1965 《成功嶺之歌》（紀錄片）
- 1966 《國軍運動大會》（紀錄片）
- 1966 《史達林罪行錄》（紀錄片）
- 1967 《強大國軍》（紀錄片）
- 1967 《將計就計》
- 1967 《D+2日》
- 1968 《揚子江風雲》副導演
- 1968 《少年行》（紀錄片）
- 1971 《我非浪子》
- 1972 《小拳王》
- 1974 《杯酒高歌》

## 編劇作品
- 1962 《宜室宜家》
- 1964 《武訓傳》
- 1965 《八歲小偵探》
- 1966 《假鴛鴦》（天字第一號第四集）
- 1966 《生死門》
- 1967 《四海雄風》
- 1967 《梅花英雄會》
- 1968 《感情的債》
- 1970 《淚灑江湖》
- 1970 《將門虎子》
- 1970 《卓寡婦》
- 1970 《留取丹心照漢青》
- 1971 《我非浪子》（又名：不要冤枉我）
- 1972 《小拳王》
- 1973 《試婚》
- 1973 《膽大包天》
- 1973 《單挑赴會》
- 1974 《杯酒高歌》
- 1975 《夢湖》
- 1976 《佳期假期》
- 1977 《奪命王八仙》
- 1977 《我伴彩雲飛》
- 1977 《我們戀愛去了》
- 1977 《島孤人不孤》
- 1977 《愛情大進擊》
- 1977 《情絲‧雨絲》
- 1978 《荷葉‧蓮花‧藕》
- 1978 《百戰保山河》
- 1978 《新西廂記》
- 1978 《女大不中留》
- 1978 《天堂鳥花》
- 1979 《鐵樹開花》
- 1979 《紅牡丹》
- 1979 《一日二夜》
- 1979 《多少樓台煙雨》
- 1979 《忘憂草》
- 1980 《古甯頭大戰》
- 1980 《金枝玉葉》
- 1980 《我從山中來》
- 1980 《長期飯票》
- 1980 《二等兵》
- 1981 《黑色大亨》（又名魔鬼殺手）
- 1982 《慧眼識英雄》
- 1982 《樊梨花移山倒海》
- 1989 《龍的傳奇》
- 1992 《藥王孫思邈》
- 1992 《新白娘子傳奇》

## 書籍著作
- 戲劇評論集《戲有此理》ISBN 9869142222 城邦文化 出版日期：2015|01|28
- 戲劇評論集《戲度今生》ISBN 9869142214 城邦文化 出版日期：2015|01|28

## 得獎紀錄
- 1955 導演舞台劇作品「陋巷之春」獲得國防部文康大競賽首獎
- 1956 以『落魂崖』劇本榮獲國防部獨幕劇第一獎
- 1957 短篇小說『第四面牆』獲得香港『亞洲畫報』徵文第一獎
- 1966 《成功嶺之歌》獲第四屆金馬獎最佳紀錄片，貢敏則以本片獲得最佳紀錄片策畫
- 1967 以《四海雄風》電影劇本榮獲國軍文藝金像獎
- 1977 與趙琦彬共同以「風雨生信心」獲第三屆國家文藝獎戲劇類電視劇本獎
- 1980 以《古甯頭大戰》獲第十五屆中山文藝創作獎電影劇本獎項。

## 爭議
依照台北金馬影展執行委員會「電影檔案：第35屆金馬得獎影片」完整逐字稿，當年在最佳動畫片獎直指《魔法阿媽》是怪力亂神，「這個片子最主要對像還是青少年，如果說我們要推廣這個片子的話，將來會有很多宋七力，這真的是怪力亂神，它不是神話根本就是迷信在推波助瀾。」，以致當年度最佳動畫片獎從缺。